# Джа (заповедник)
Фаунистический заповедник Джа (англ. Dja Faunal Reserve, фр. Réserve de faune du Dja) — заповедник Камеруна, образован в 1950 году. Большая часть заповедника находится на территории Восточного региона, и лишь юго-западная окраина входит в состав Южного и Центрального регионов. С 1981 года заповедник включён во всемирную сеть биосферных резерватов, а с 1987 года — в список Всемирного наследия ЮНЕСКО. С юга, запада и севера заповедник окружает река Джа, которая фактически является естественной границей. Общая площадь занимаемой заповедником территории 5260 км².

## Флора и фауна
Фаунистический заповедник Джа представляет собой крупный массив экваториального леса Африки, практически незатронутого человеческой деятельностью. В нём обитает и произрастает огромнейшее количество биологических видов. В общей сложности на территории заповедника зарегистрировано более 1500 видов растений, 107 видов млекопитающих (5 из которых находятся на грани исчезновения), и более 320 видов птиц.